# Hans Krabbe-Carisius
Hans Krabbe-Carisius, født Krabbe (16. april 1771 i København, død 23. juli 1845 sammesteds) var en dansk diplomat og gehejmestatsminister.

## Uddannelse
Hans Krabbe var søn af gehejmeråd Frederik Michael Krabbe i dennes andet ægteskab med Christiane Charlotte født Charisius og fødtes i København 16. april 1771. I 1831 tiltrådte han Det constantinborgske Fideikommis (Stamhuset Constantinsborg) og antog navnet Krabbe-Carisius (af uvisse grunde stavet uden "h"). Han hævdede, tilsyneladende uden hjemmel, at tilhøre uradelsslægten Krabbe. Men at familien var accepteret som tilhørende den øverste samfundsklasse, er der inden tvivl om, for faderen var i alle sine tre ægteskaber gift med adelsdamer.
Han var først bestemt for Marinen, blev søkadet og ansattes desuden som page hos Arveprins Frederik. Men faderen forandrede tanke og besluttede, at han skulle studere. Allerede seksten år gammel sendtes han derfor til sin halvsvoger August Hennings i Plön, hos hvem han fik en udmærket videnskabelig og social opdragelse, og for hvem han altid senere bevarede stor hengivenhed og erkendtlighed. Sine således i Holsten begyndte studier fuldendte Krabbe ved universitetet i Kiel. I 1794 sendtes han som legationssekretær til Dresden, hvor også Hennings i sin tid havde været ansat; der fra gik han 1798 i samme egenskab til Stockholm. I 1804, da hans chef, Otto Blome, forflyttedes til Sankt Petersborg, fulgte han med ham og forblev der, til krigen udbrød. Efter at freden med Sverige var sluttet, akkrediteredes Krabbe som gesandt i Stockholm 6. maj 1814.

## Diplomat i Stockholm
Det var under meget vanskelige forhold, at han tiltrådte denne post. Nationalhadet i Sverige mod alt, hvad der var dansk, var på sit højeste, og ikke blot af Krabbe, men også af fremmede hoffer antoges Carl Johan kun at vente på en lejlighed til at falde over Danmark for at bemægtige sig Sjælland, som han højt og lydelig erklærede for et anneks til Skåne. Under sådanne omstændigheder kunne den danske regering ikke vente at finde støtte hos andre end stormagterne, og at dette lykkedes, skyldtes for en ikke ringe del Krabbe, i det han vidste i den grad at vinde sine kollegers tillid, at han af dem erfarede alt, hvad der foregik mellem dem og den svenske regering med hensyn til de danske interesser; de meddelte ham de instrukser, de modtog, og deres indberetninger var ganske i overensstemmelse med, hvad vi kunne ønske.
Omsider så Carl Johan sig ved stormagternes stedse voksende pression nødt til at modtage Englands mægling i spørgsmålet om Norges andel i den dansk-norske statsgæld. Forhandlingerne forlagdes til Stockholm, og 1. september 1819 afsluttede Krabbe og den norske statsråd Paul Christian Holst konventionen. Det var ikke Krabbes skyld, at Norges andel kun fastsattes til 3 mio. Sp. Dir., hvad der efter den norske statsråd Peter Motzfeldts egen tilståelse kun var 1/9 af gældens beløb, hvorhos Danmark ingen erstatning fik for i 4 1/2 år alene at have måttet bære renten af den hele. Men det lykkedes ham at fastholde en rentefod og terminer, der vare gunstige for Danmark, og om han end ikke opnåede Englands garanti, fik han dog i alt fald den engelske gesandt til, uden instruks og, som det senere viste sig, mod sin regerings vilje, at gå ind på, at obligationerne og kuponerne skulle afgives til England som mellemmand, hvorved altid nogen sikkerhed vandtes. Efterhånden ordnedes nu også de andre stridspunkter mellem regeringerne ved forhandlinger i Stockholm: Spørgsmålet om det danske rigsvåben og erstatningskravene for den svenske armés rekvisitioner i Holsten samt for de danske orlogsbrigger, der var forblevet i Norge.
Fra 1820 blev forholdet mellem regeringerne bedre. Dertil bidrog prins Oscars udenlandsrejse i 1822, der begyndte med en visit i København, hvor prinsen blev behandlet med al mulig opmærksomhed. Samme år gik den danske regering også ind på en anticiperet betaling og dermed forbunden nedsættelse af restbeløbet af Norges gæld til Danmark. Endelig var grev Lars von Engeström i 1824 blevet afløst af grev Gustaf af Wetterstedt som svensk udenrigsminister. Virkningerne af den forandrede situation viste sig snart. Carl Johan havde i sin mistænksomhed søgt så vidt muligt at afspærre sine riger fra Danmark. Men nu lykkedes det Krabbe efter lange forhandlinger at afslutte handelstraktaten af 2. november 1826, der af alle betragtedes som et stort fremskridt i liberal retning. Ligeledes opnåede han at fjerne de store pasvanskeligheder, som den svenske regering hidtil havde opretholdt lige over for danske, der ville rejse ud over Skånes grænser. Undertiden kom der endog en slags følelse af en vis solidaritet frem mellem landene. Ved Sveriges hjælp fik vi i 1827 en handelstraktat med Tyrkiet, og Danmark opfordredes til i fællesskab med Sverige at gøre et søtogt for at tugte de tripolitanske sørøvere, hvad vi imidlertid af økonomiske grunde afslog, ligesom vi heller ikke gik ind på et forslag om at modtage St. Barthélemy i bytte for de danske besiddelser på Guineakysten, som Sverige ville bruge som deportationssted for forbrydere. Således var den senere del af Krabbes gesandtskabstid rolig. Carl Johan, der tidligere havde tilsidesat ham på en fremtrædende måde, behandlede ham nu godt, forholdet til Wetterstedt var næsten hjerteligt, og med sine kolleger vedblev han at stå på en så fortrolig fod, at han kunne indberette om alt, hvad der kom til deres kundskab om de almindelige europæiske begivenheder. Herhjemme satte ikke blot Niels Rosenkrantz, med hvem han stod i personlig nær forbindelse, men også de andre ministre stor pris på ham. Da derfor grev Ernst Heinrich von Schimmelmann, der efter Rosenkrantz' død 1824 interimistisk havde overtaget Udenrigsministeriet, døde 9. februar 1831, faldt Frederik VI's valg på Krabbe, og 17. maj samme år udnævntes han til chef for Udenrigsdepartementet og gehejmestatsminister.

## Udenrigsminister
I denne post kom Krabbe-Carisius imidlertid kun til at spille en lidet betydelig rolle. De generelle europæiske begivenheder berørte os ikke i de 11 år, han var minister. Kun i 1834 truede forholdene med en krig mellem Rusland og England, og Wetterstedt foreslog da, at Danmark og Sverige skulle aftale en ensartet neutralitet, men faren trak over. I 1841 antog de orientalske forviklinger på ny en truende karakter, og Krabbe-Carisius skriver da til gesandten i London, at det var "i Sveriges som i vor Interesse, at begge Magter holde sig nevtrale, men det vilde dog være meget letsindigt af os, om vi vilde stole på Sveriges Oprigtighed imod os under saadanne Omstændigheder, thi det kunde vel træffe sig, at Sverige og England bleve enige paa vor Bekostning". I øvrigt var forholdet mellem os og Sverige godt også efter Wetterstedts død i 1837. Kun Øresundstolden, hvis tryk på skibsfarten stadig føltes stærkere, gav anledning til klager fra Sveriges side, hvortil Preussen og England sluttede sig. Tanken om en afløsning dukkede igen op, men man enedes dog til sidst om at lade sig nøje med at lappe på det gamle ved forskellige overenskomster i løbet af 1841. Når hertil føjes, at det lykkedes ved Ruslands imødekommen i konventionen af 14. oktober 1831 at fjerne de vanskeligheder, der efterhånden vart opståede af de unaturlige toldprivilegier, der ved mageskiftet i 1773 var tilståede Rusland i hertugdømmerne, er dermed Krabbe-Carisiuss virksomhed i udenrigsstyrelsen væsentlig udtømt.
Hans almindelige politiske anskuelse var afgjort absolutistisk. Han havde ingen sympati med nordmændenes selvstændighedstrang og fandt et bevis på svaghed hos Carl Johan i, at han ikke brugte magt imod dem, han så kun oprør i den polske rejsning og i Belgiens adskillelse fra Holland, og alle forslag om indskrænkninger af presse- og foreningsfriheden i Tyskland var sikre på at finde hans billigelse. Det er en selvfølge, at han heller ikke var nogen ynder af stænderinstitutionen hos os, og det er ret karakteristisk, at han i anledning af J.J. Dampes politiske fantasterier 1820 skrev til Rosenkrantz officielt, at han ville glæde sig, hvis han kunne meddele sine kolleger, at Dampe var blevet hængt. Ligesom han således just ikke bragte liberale og konstitutionelle anskuelser ind i kongens råd, således havde han heller ikke noget blik for den fare for monarkiet, hvormed de separatistiske bevægelser i hertugdømmerne truede, eller for berettigelsen af de dansk-nationale bestræbelser i Slesvig. Han fandt ingen betænkelighed ved, at der i 1834 oprettedes en fælles slesvig-holstensk regering i Gottorp, og at Kieler-overappellationsretten tillige blev overinstans for Slesvig. Ligeledes frarådede han ikke mindre end hans kolleger udstedelsen af sprogreskriptet af 16. maj 1840.
Man har ikke desto mindre ofte sat hans og grev Otto Joachim Moltkes samtidige afgang i forbindelse med den skæbnesvangre udnævnelse 24. marts 1842 af Prinsen af Augustenborg til overpræsident for regeringen på Gottorp og kommanderende general i hertugdømmerne. For Moltkes vedkommende tjente denne udnævnelse vistnok til påskud for hans afskedsbegæring, men også kun til påskud. Men hvad Krabbe-Carisius angår, har han næppe gjort nogen selvstændig mening gældende i dette spørgsmål, men i det højeste, som han plejede, fulgt majoriteten af sine kolleger, der rådede til opsættelse. Grunden til hans fratræden var derimod en uenighed med kongen angående en ubetydelig forhandling med Sverige om nogle fyr, i det han foreslog indrømmelser til Sverige, hvortil Christian VIII ikke fandt anledning, og hvorover Krabbe-Carisius blev heftig, så at han forlangte afsked. Vel synes han snart at have fortrudt det, men kongen fastholdt begæringen, formodentlig ret glad ved således at blive af med Krabbe-Carisius, der med al sin hæderlighed og loyalitet dog alt for afgjort tilhørte en svunden tid. 30. marts 1842 fratrådte da Krabbe-Carisius, og H.A. Reventlow-Criminil indtrådte i gehejmestatsrådet som udenrigsminister. Krabbe-Carisius, der i de senere år havde været svagelig, trak sig derpå tilbage i privatlivet og døde ugift 23. juli 1845. Han er begravet i Holmens Kirke, hvor der er rejst et epitafium i marmor.
Han havde efterhånden modtaget alle de æresbevisninger, som hans lange og loyale tjeneste fortjente: Han blev kammerjunker 1799, kammerherre 1814, Ridder af Dannebrog 1810, Kommandør 1815, og allerede som gesandt havde han 1819 modtaget Storkorset, og 1826 var han blevet udnævnt til gehejmekonferensråd. 1828 blev han Dannebrogsmand, og som statsminister fik han 1836 Elefantordenen.
Der fandtes et portrætmaleri af C.A. Jensen 1843, som imidertid brændte 1859 på Frederiksborg Slot. En gouache er i Linköping Museum og et litografi af Edvard Fortling 1842 efter tegning af L.A. Smith.